# Anna Budzanowska
Anna Teresa Budzanowska (ur. 14 lutego 1976 w Krakowie) – polska urzędniczka państwowa, politolożka i nauczycielka akademicka, w latach 2019–2020 podsekretarz stanu w Ministerstwie Nauki i Szkolnictwa Wyższego, w 2021 podsekretarz stanu w Ministerstwie Edukacji i Nauki.

## Życiorys
Absolwentka Wydziału Prawa i Administracji Uniwersytetu Jagiellońskiego, ukończyła też studia Executive MBA na Uniwersytecie Gdańskim i Rotterdam School of Management Uniwersytetu Erazma. Była stypendystką rządu francuskiego, specjalizowała się w zakresie doktryn politycznych i prawnych, francuskiej myśli politycznej oraz polityki publicznej. W 2008 na Wydziale Studiów Międzynarodowych i Politycznych UJ uzyskała stopień doktora nauk humanistycznych na podstawie pracy pt. Charles Maurras – konserwatysta radykalny. Twórca doktryny nacjonalizmu integralnego (promotor – Michał Jaskólski). Nauczała m.in. na Uniwersytecie Warszawskim, w Wyższej Szkole Europejskiej im. Ks. Józefa Tischnera i na macierzystej uczelni.
Pracowała na stanowisku wicedyrektor Instytutu Adama Mickiewicza, odpowiadając za inicjatywy dyplomacji kulturalnej. Koordynowała różne projekty publiczne, m.in. „Młodzi Kraków 2000”, działania kulturalno-naukowe w ramach „Europejskiego Miasta Kultury – Kraków 2000” czy programy Komisji Europejskiej. Była szefem Departamentu Sportu w Ministerstwie Sportu i Turystyki (zajmując się m.in. przygotowaniami do Igrzysk Olimpijskich w Vancouver w 2010 i Londynie w 2012), a w lutym 2011 objęła funkcję dyrektor ds. współpracy instytucjonalnej w Kancelarii Prezydenta. Wybrano ją do zarządu Polskiego Komitetu Olimpijskiego i Związku Piłki Ręcznej w Polsce. W 2016 została dyrektorem generalnym w Ministerstwie Nauki i Szkolnictwa Wyższego. W ramach resortu kierowała pracami zespołu ds. reformy szkolnictwa wyższego, była również współtwórcą Narodowego Kongresu Nauki i cyklu konferencji „Polonia Restituta. Dekalog dla Polski w 100-lecie odzyskania niepodległości”.
10 grudnia 2019 została powołana na stanowisko podsekretarza stanu w Ministerstwie Nauki i Szkolnictwa Wyższego (od stycznia 2021 podsekretarz stanu w Ministerstwie Edukacji i Nauki). W lutym 2021 zakończyła pełnienie tej funkcji. W tym samym roku weszła w skład rady Narodowego Instytutu Wolności – Centrum Rozwoju Społeczeństwa Obywatelskiego. Zasiadła w zarządzie krajowym Porozumienia.

## Życie prywatne
Córka Ryszarda i Elżbiety. Jest żoną Mikołaja Budzanowskiego.